# Clinopodium polycephalum
Clinopodium polycephalum — вид квіткових рослин з родини глухокропивових (Lamiaceae).

## Біоморфологічна характеристика
Стебла прямі, 50–100 см, сильно розгалужені, розлогі, залозисто-волосисті. Листки: ніжки до 1 см; листкова пластинка яйцеподібна, 2–5 × 1.5–3.2 см, смугаста, основа широко-клиноподібна або округла, край віддалено городчасто-зубчастий, верхівка тупа або гостра. Чашечка ≈ 6 × 1 мм, ворсинчаста, жилки залозисто запушені, горло рідко щетинисте; плодова чашечка роздута з 1 боку біля основи, до 2 мм завширшки; верхні зуби трикутні, хвостаті; нижні зуби остисті. Віночок пурпурно-червоний, ≈ 8 мм, трубка запушена; верхня губа пряма, вирізана. Горішки коричневі, яйцеподібні, ≈ 1 мм, гладкі. Квітне у липні й серпні. Плодить у вересні.

## Поширення
Ендемік пд.-сх. й цн. Китаю (Аньхой, Фуцзянь, Ганьсу, Гуансі, Гуйчжоу, Хебей, Хенань, Хубей, Хунань, Шеньсі, Шаньдун, Шаньсі, Цзянсу, Цзянсі, Сичуань, Юньнань, Чжецзян).
Населяє схили, ліси, хащі.

## Синоніми
- Calamintha polycephala Vaniot
- Calamintha tsacapanensis H.Lév.
- Satureja polycephala (Vaniot) Steward